# Võngjärv
Võngjärv är en sjö i sydöstra Estland. Den ligger i Kastre kommun i landskapet Tartumaa, 190 km sydost om huvudstaden Tallinn. Võngjärv ligger 30 meter över havet och dess storlek är 0,21 kvadratkilometer. Den ligger vid småköpingen Võnnu och i sumpmarken Jõmmsoo västra utkant. Floden Ahja jõgi rinner igenom Võngjärv. 